# Малкоцин
Малкоцин (пол. Małkocin) — село в Польщі, у гміні Старґард Старгардського повіту Західнопоморського воєводства.
Населення — 508 осіб (2011).
У 1975-1998 роках село належало до Щецинського воєводства.

## Демографія
Демографічна структура станом на 31 березня 2011 року:
|          | Загалом | Допрацездатний вік | Працездатний вік | Постпрацездатний вік |
| -------- | ------- | ------------------ | ---------------- | -------------------- |
| Чоловіки | 269     | 67                 | 191              | 11                   |
| Жінки    | 239     | 47                 | 151              | 41                   |
| Разом    | 508     | 114                | 342              | 52                   |